# Busquístar (kommunhuvudort)
Busquístar är en kommunhuvudort i Spanien.   Den ligger i provinsen Provincia de Granada och regionen Andalusien, i den södra delen av landet, 400 km söder om huvudstaden Madrid. Busquístar ligger 1 179 meter över havet och antalet invånare är 339.
Terrängen runt Busquístar är kuperad åt sydost, men åt nordväst är den bergig. Terrängen runt Busquístar sluttar söderut. Runt Busquístar är det ganska glesbefolkat, med 23 invånare per kvadratkilometer. Närmaste större samhälle är Albuñol, 18,0 km söder om Busquístar. Omgivningarna runt Busquístar är i huvudsak ett öppet busklandskap.